# Smolné Pece
Smolné Pece település Csehországban, a Karlovy Vary-i járásban. Smolné Pece Nová Role, Nejdek és Děpoltovice településekkel határos. Lakosainak száma 242 fő (2024. január 1.).

## Népesség
A település lakosságának változását az alábbi diagram mutatja:
| Lakosok száma |      | 247  |      | 177  | 87   | 148  | 178  | 206  | 230  | 242  |
|               | 1869 | 1900 | 1921 | 1961 | 1980 | 2011 | 2016 | 2019 | 2021 | 2024 |